# Henry Melchior Muhlenberg
Henry Melchior Muhlenberg (6. září 1711 Einbeck – 7. října 1787 Providence, Pensylvánie) byl německý luterský pastor, zakladatel luterských sborů v Severní Americe; je nazýván „patriarchou luterské církve v Americe“.

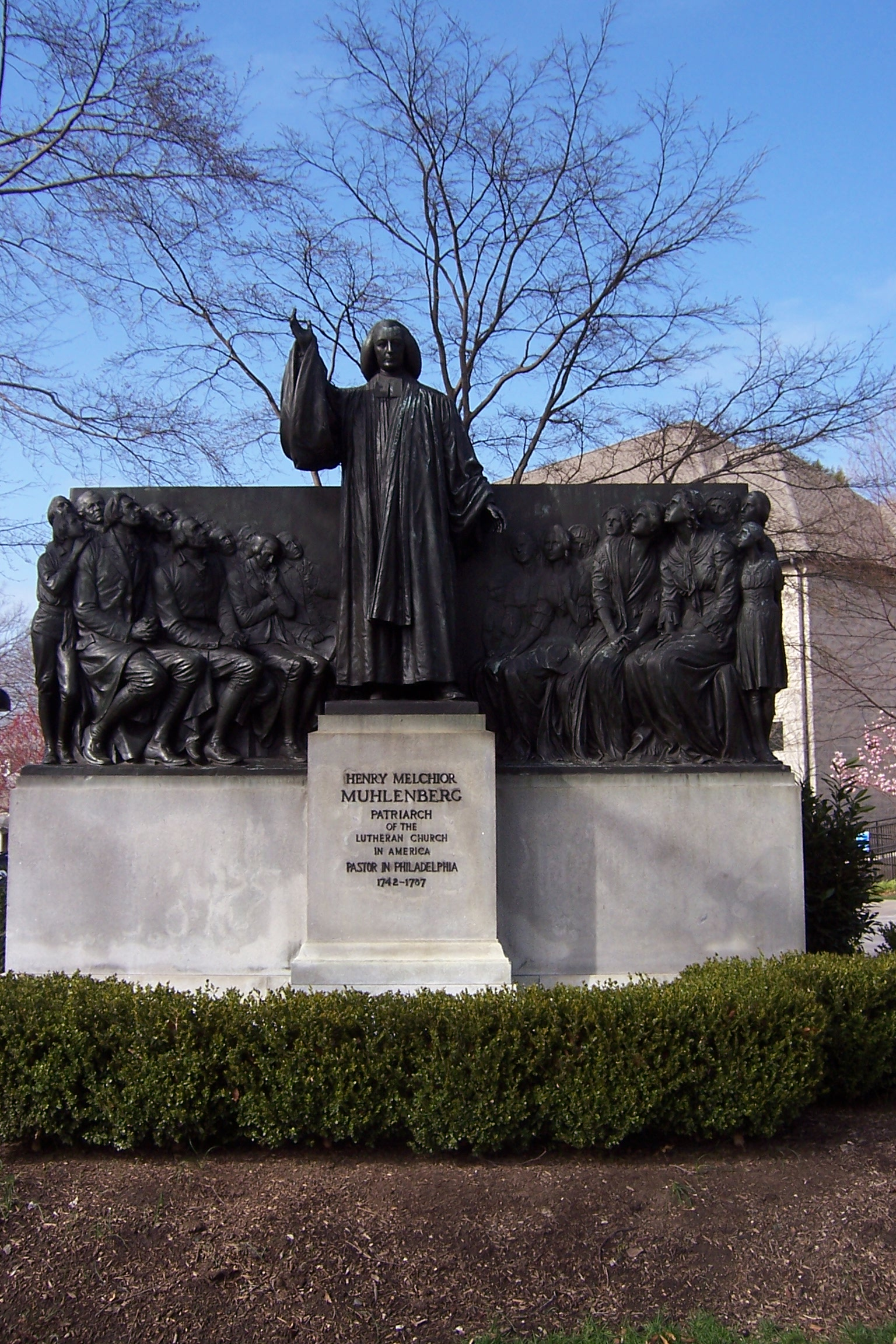
Muhlenbergův pomník ve Filadelfii

Teologii vystudoval na univerzitě v Göttingenu.